# Ichneumon sarcitorius
Ichneumon sarcitorius là một loài tò vò trong họ Ichneumonidae.

## Hình ảnh

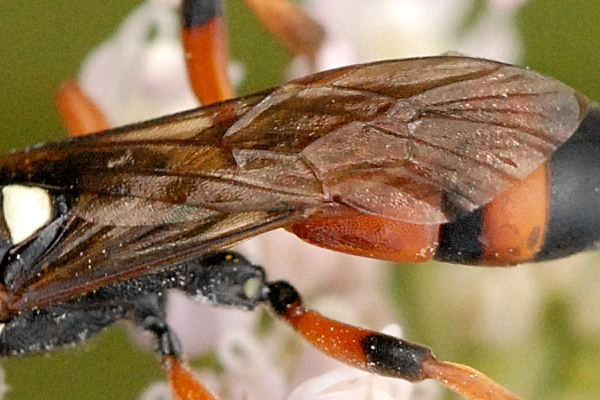
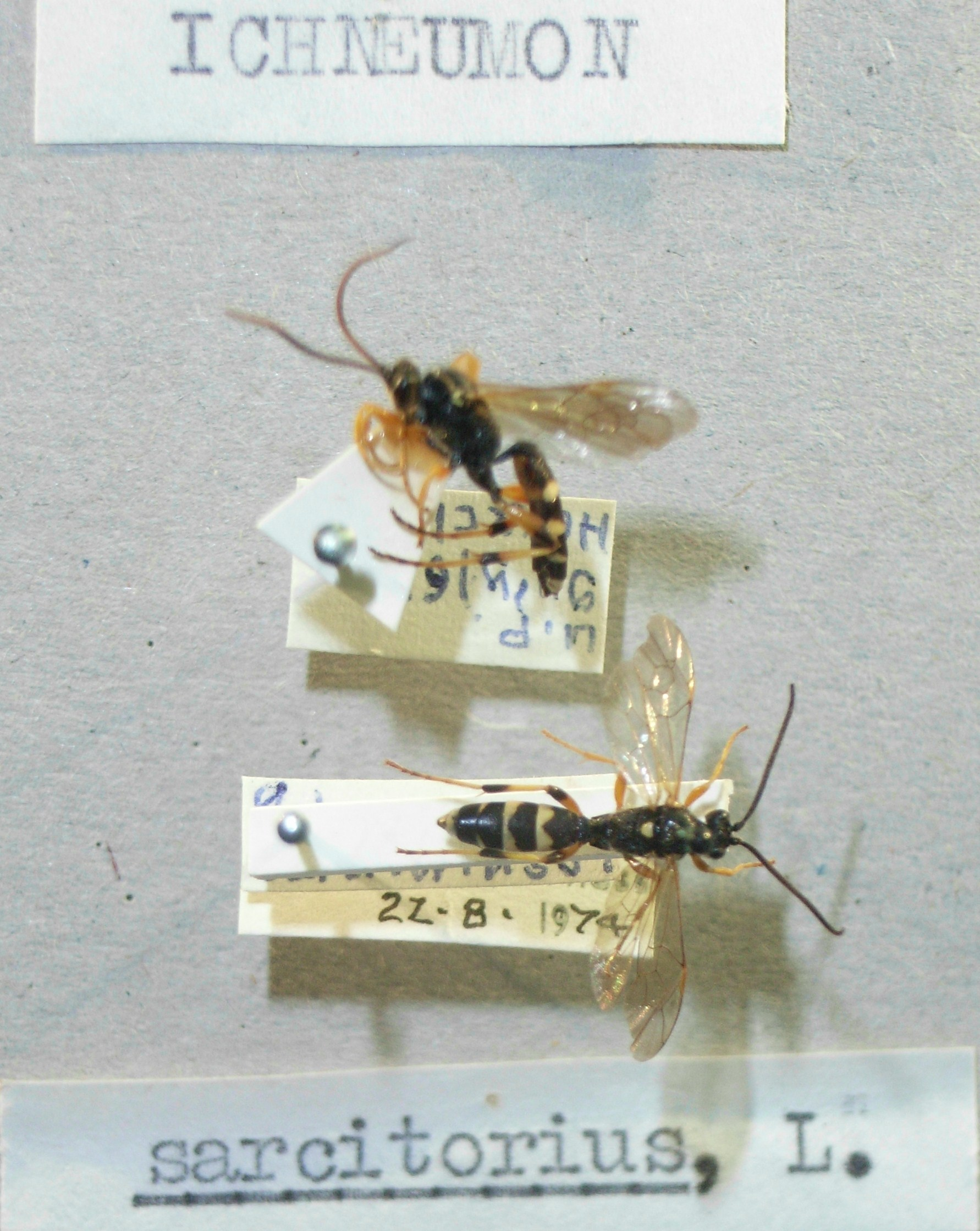